# Бастроп (Техас)
Бастроп (англ. Bastrop) — місто (англ. city) в США, адміністративний центр округу Бастроп штату Техас. Населення — 9688 осіб (2020). Місто розташоване за 48 кілометрів на схід від столиці штату Остіна і є частиною Великого Остіна.

## Географія
Бастроп розташований за координатами 30°6′40″ пн. ш. 97°18′56″ зх. д. / 30.11111° пн. ш. 97.31556° зх. д. (30.111138, -97.315687).  За даними Бюро перепису населення США в 2010 році місто мало площу 23,63 км², з яких 23,34 км² — суходіл та 0,29 км² — водойми. В 2017 році площа становила 26,69 км², з яких 26,36 км² — суходіл та 0,33 км² — водойми.

### Клімат
| Клімат : Бастроп        | Клімат : Бастроп | Клімат : Бастроп | Клімат : Бастроп | Клімат : Бастроп | Клімат : Бастроп | Клімат : Бастроп | Клімат : Бастроп | Клімат : Бастроп | Клімат : Бастроп | Клімат : Бастроп | Клімат : Бастроп | Клімат : Бастроп | Клімат : Бастроп |
| Показник                | Січ.             | Лют.             | Бер.             | Квіт.            | Трав.            | Черв.            | Лип.             | Серп.            | Вер.             | Жовт.            | Лист.            | Груд.            | Рік              |
| Абсолютний максимум, °C | 31,1             | 35,6             | 36,7             | 38,9             | 39,4             | 41,1             | 43,9             | 43,3             | 43,9             | 40,6             | 34,4             | 32,8             | 43,9             |
| Середній максимум, °C   | 17,2             | 18,9             | 22,8             | 26,7             | 30,6             | 33,3             | 35,0             | 36,1             | 32,8             | 28,3             | 22,8             | 17,8             | 28,3             |
| Середній мінімум, °C    | 3,3              | 5,0              | 8,9              | 13,3             | 17,8             | 21,1             | 22,2             | 22,2             | 18,9             | 13,3             | 8,3              | 3,9              | 13,3             |
| Абсолютний мінімум, °C  | −18,3            | −14,4            | −8,3             | −3,9             | 3,3              | 10,0             | 11,1             | 10,0             | 6,1              | −2,8             | −6,7             | −16,1            | −18,3            |
| Норма опадів, мм        | 65               | 65               | 72               | 67               | 114              | 93               | 57               | 56               | 94               | 122              | 84               | 69               | 958              |
| ----------------------- | ---------------- | ---------------- | ---------------- | ---------------- | ---------------- | ---------------- | ---------------- | ---------------- | ---------------- | ---------------- | ---------------- | ---------------- | ---------------- |
| Джерело: weather.com    |                  |                  |                  |                  |                  |                  |                  |                  |                  |                  |                  |                  |                  |

## Демографія
Згідно з переписом 2010 року, у місті мешкало 7218 осіб у 2695 домогосподарствах у складі 1727 родин. Густота населення становила 305 осіб/км².  Було 2991 помешкання (127/км²).
Расовий склад населення:
| - 75,4 % — білих - 12,4 % — чорних або афроамериканців - 1,3 % — азіатів - 0,8 % — корінних американців - 6,9 % — осіб інших рас |

До двох чи більше рас належало 3,2 %. Частка іспаномовних становила 24,3 % від усіх жителів.
За віковим діапазоном населення розподілялося таким чином: 25,3 % — особи молодші 18 років, 59,4 % — особи у віці 18—64 років, 15,3 % — особи у віці 65 років та старші. Медіана віку мешканця становила 36,9 року. На 100 осіб жіночої статі у місті припадало 95,3 чоловіків;  на 100 жінок у віці від 18 років та старших — 91,9 чоловіків також старших 18 років.
Середній дохід на одне домашнє господарство  становив 55 767 доларів США (медіана — 48 071), а середній дохід на одну сім'ю — 65 309 доларів (медіана — 60 729). Медіана доходів становила 43 487 доларів для чоловіків та 36 012 долари для жінок. За межею бідності перебувало 10,2 % осіб, у тому числі 22,2 % дітей у віці до 18 років та 4,8 % осіб у віці 65 років та старших.
Цивільне працевлаштоване населення становило 3279 осіб. Основні галузі зайнятості: освіта, охорона здоров'я та соціальна допомога — 17,6 %, публічна адміністрація — 14,1 %, роздрібна торгівля — 13,0 %, мистецтво, розваги та відпочинок — 12,4 %.